# Casas de Cuadra
Casas de Cuadra es una pedanía española perteneciente al municipio de Requena, en la provincia de Valencia.
Está a unos 5 kilómetros de Casas de Eufemia, y a menos de dos de Los Ruices. Desde Requena se puede llegar en poco más de un cuarto de hora cogiendo la carretera nacional (N-322); una vez pasados los desvíos de Los Duques y Casas de Eufemia, se toma el siguiente desvío a la derecha (la CV-460), y a unos tres kilómetros se coge el desvío a la izquierda. La salida norte de la aldea la comunica con Los Ruices, a menos de dos kilómetros.
En 2020 tenía 10 habitantes, según los datos oficiales del INE, aunque en época estival se pueda llegar a casi un centenar. El casco urbano lo componen unas 40 casas, de las que aproximadamente la mitad están arregladas y son habitables. Las infraestructuras se han quedado bastante desfasadas: no hay prácticamente ningún tramo de calzada asfaltada, las viviendas utilizan pozos ciegos ante la ausencia de alcantarillado.

## Historia
Casas de Cuadra recibe su nombre de un antiguo propietario, el canónigo Alonso de la Cuadra, quien poseía tierras y una casa en esta partida hacia el año 1710. A mediados del siglo XIX contaba con casi medio centenar de habitantes. En 1887 su censo era de 19 casas y 109 habitantes, que en 1920 se convirtió en 25 casas y 89 habitantes. En la década de 1960 se produjo un éxodo masivo, principalmente hacia Requena, desde donde podían seguir atendiendo el cultivo de sus tierras y el mantenimiento de sus casas. 
Muy cerca se encuentra el caserío de Cisternas, deshabitado. Su única actividad es la de Bodegas de Cisternas, que producen los vinos de la marca Viña Cabildero. Además, sus propietarios también mantienen el Museo del Vino y la Vida Rural, con más de 5000 objetos de la vida agraria de los siglos XIX y XX, además de 25 depósitos subterráneos que se pueden visitar. El museo se puede visitar.
Su actividad económica es la agricultura.

## Lugares de Interés
En el centro de la plaza principal se encuentra un olmo que es motivo de orgullo de los habitantes de esta pedanía. Se trata de un ejemplar de más de 8 metros de perímetro y unos 15 de altura, con una espesa copa de más de 40 metros de perímetro. Su estado de salud es satisfactorio.